# 高里鈴代
高里 鈴代（たかざと すずよ､1940年 - ）は、日本の女性活動家・フェミニスト。

## 人物
台湾生まれ。沖縄キリスト教学院大学卒業。「強姦救援センター・沖縄」代表。「基地・軍隊を許さない行動する女たちの会（1995年設立）共同代表、「軍事主義を許さない国際女性ネットワーク」沖縄代表。沖縄平和市民連絡会共同世話人など。1989年から2004年まで、4期15年那覇市議会議員であった。過去には、東京都女性相談センターでの電話相談員や那覇市婦人相談員などを務めた。2005年、「1000人の女性をノーベル平和賞へノミネート」の一人となった。

## 受賞歴
- エイボン功績賞（1996年）
- 土井たか子人権賞（1997年）
- 沖縄タイムス賞（社会活動・2011年）

## 書籍
- 『沖縄の女たち: 女性の人権と基地・軍隊』明石書店、1996年。ISBN 9784750308050
- 新垣 毅、稲嶺 進、高木 吉朗、宮城 秋乃、木村 草太、紙野 健二、前川 喜平、安田 浩一との共著『これが民主主義か?　辺野古新基地に“NO”の理由』影書房、2021年1月。ISBN 4-87714-487-0